# Kiwirrkurra
Kiwirrkurra – miasto w Australii, w stanie Australia Zachodnia.